# LARES
LARES este un acronim pentru Liniile Aeriene Române Exploatate de Stat, numele sub care compania națională de transport aerian a României a funcționat între 1930 și 1937
Între 1937 și 1946 fost denumită Liniile Aeriene Române Exploatate cu Statul.

## Începuturile
LARES a fost creată în 1930 ca o companie aeriană de stat. Aceasta trebuia să înlocuiască și să se dezvolte pe structura Serviciului Național de Navigație Aeriană (SNNA), fiind capabilă să opereze cursele interne precum și cele internaționale. Datorită acordului dintre guvernul României și Poloniei la 9 mai 1930 și Cehoslovaciei la 20 iunie 1930 trebuiau deschise linii aeriene între Polonia și România precum și între Cehoslovacia și România. Aceste acorduri bilaterale creau posibilitatea companiilor aeriene naționale de a opera curse aeriene internaționale pe baza reciprocității. Astfel, la 1 iunie 1930 P.L.L. LOT urma să deschidă o linie aeriană pe ruta Varșovia-Liov-România. Dar cum România și implicit LARES nu aveau avioane performante care să poată efectua o asemenea cursă s-au văzut nevoiți să achiziționeze avioane moderne pentru a putea efectua astfel de curse aeriene.
Avioanele pe care compania le deținea erau moștenite de la SNNA, astfel flota de avioane era formată din: Avia BH 25J înmatriculate CV-ANA, CV-ADI, CV-AVA și CV-AUP. În luna aprilie s-au mai adăugat două avioane de tip Junkers F 13, înmatriculate CV-JAB și CV-JAC. Cel înmatriculat CV-JAB era nou iar cel înmatriculat CV-JAC era fabricat în 1928 și a fost folosit de către ARPA.

## Dezvoltarea

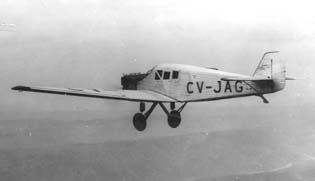
Ju F-13 CV-JAG

Guvernul României a dezvoltat un program pentru crearea de noi linii aeriene naționale precum și internaționale care urmau a fi operate de către compania de stat precum și de operatori privați. Astfel planul întocmit prevedea deschiderea următoarelor linii aeriene:
- București – Turnu Severin – Timișoara – Arad
- Galați – Chișinău - Bălți
- Cernăuți – Hotin
- București – Silistra – Bazargic
- Galați – Istanbul
- București – Galați – Iași – Cernăuți – Liov –Varșovia
- București – Cluj – Ujhorod – Praga

Pentru realizarea acestui plan trebuiau construite și dotate corespunzător aerodromuri la: Cluj, Cernăuți și terenuri de zbor la  Timișoara, Satu Mare, Zalău, Bistrița, Rădăuți, Hotin, Soroca, Moreni, Urziceni, Făurei, Silistra și Bazargic. Acest plan a fost prezentat parlamentului și aprobat parțial.
Lipsa de aparate suficiente, oboseala tehnică și morală a aparatelor aflate în serviciu a cauzat grave probleme în buna funcționare a companiei. Astfel în 1930 și până la jumătatea anului 1931 LARES nu a putut opera cursele aeriene pe care le avea programate. Totuși la 25 iulie 1931 aparatele Junkers F 13 au deschis cursa aeriană pe traseul București - Constanța - Balcic care avea o lungime de 304 Km. În același timp vechile Avia BH 25J operau o cursă sezonieră pe ruta Constanța – Carmen Sylva – Mangalia cu o lungime de 55 Km. Această cursă a fost închisă 1 septembrie la sfârșitul sezonului. Cursa spre Balcic era zilnică până la 15 septembrie după care a fost redusă la trei zile pe săptămână până la închidere pe 1 octombrie. Exact la o lună, la 1 noiembrie a fost deschisă o a treia cursă aeriană de trei zile pe săptămână pe traseul București – Galați – Chișinău - Bălți - Cernăuți, aceasta având o lungime de 676 km și deservită de avioane Junkers F 13.

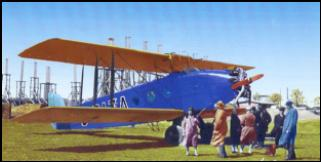
Avia BH 25 C-RIZA

Pe 20 decembrie 1931 toate cursele aeriene din România au fost reluate  Rezultatele acestui sezon au fost foarte bine documentate și de asemenea au fost extrem de mulțumitoare. Astfel că au fost efectuați în zbor 73 527 km, 724 de pasageri transportați precum și 1642 kg de trimiteri poștale au fost transportate numai pe traseul București - Constanța - Balcic. Cu toate că pe celelalte rute nu s-au transportat trimiteri poștale, eficiența și regularitatea zborurilor au fost de 93,63%. Astfel primele două rute au avut o regularitate de 100% iar serviciul pe traseul București – Cernăuți a realizat o regularitate de 80,9%.
În 1932 au fost comandate mai multe avioane de tipul Junkers F 13. Astfel că la 24 aprilie au fost introduse aparatele înmatriculate YR-ABB și YR-ABD, și se pare ca LARES ar fi operat și un al treilea Junkers F 13 înmatriculat YR-AAT, care ar fi aparținut Ministerului Industriei și Comerțului. Aparatele zburau cursele aeriene stabilite în 1931 astfel că la sfârșitul anului avioanele LARES au zburat 98 319 km, au transportat 1231 pasageri și numai 60 de kg de trimiteri poștale. În schimb au fost transportate 21 250 kg de bunuri și bagaje suplimentare.
În perioada 1933-1935 compania nu a făcut achiziții majore de material volant. Astfel că în august 1933 a fost achiziționat un avion de tip Stinson JR Model S înmatriculat YR-GVB. Acesta a fost vândut în anul următor lui Prințului Bibescu. În 1934 au fost achiziționate din Franța două avioane Potez 29.4, înmatriculate YR-AIX respectiv YR-AIZ, și un avion Farman F.192, înmatriculat YR-ABU.

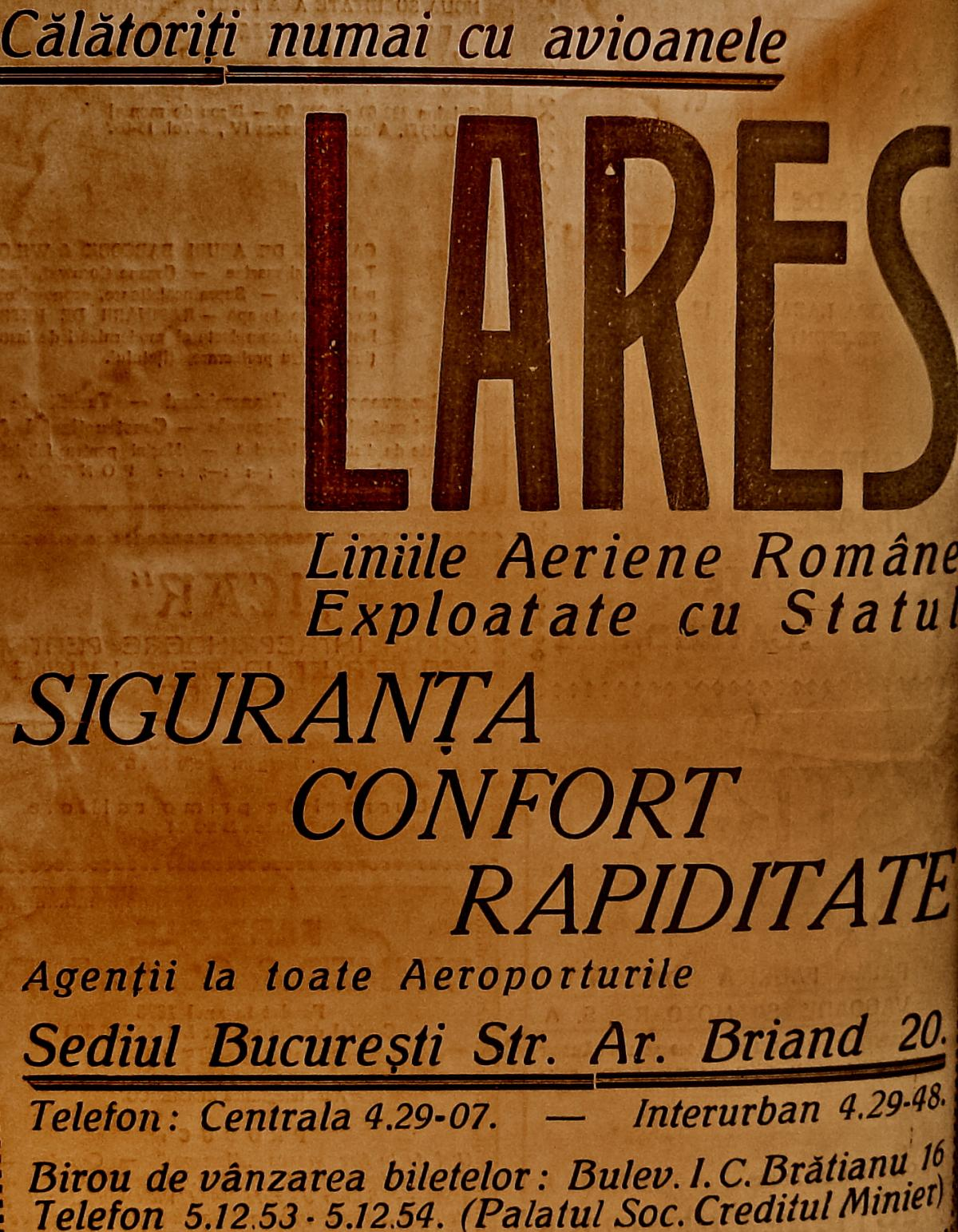
Reclama Lares

În 1935 LARES a primit pentru încercări primul avion românesc destinat transportului de pasageri: ICAR Comercial înmatriculat YR-ACS. După perioada de încercări, la 1 septembrie 1935 ICAR Comercial intră în serviciu efectiv al LARES. În perioada 1 septembrie 1935 - iunie 1940 acesta acumulează 216 h și 39 min. În momentul în care este scos din serviciu avionul nu are epuizată întreaga resursă de zbor. ICAR plănuia introducerea unei variante trimotor a ICAR Comercial, care nu a mai fost construită.
Între 1933-1937 LARES opera curse aeriene interne. Anul 1936 aduce cu sine și primele comenzi de avioane moderne. Astfel SSA lansează o comandă în Anglia la firma De Havilland pentru patru aparate de tipul DH 89A Dragon Rapide. Din cele patru aparate unul va fi reținut de SSA. Acestea au venit și au fost înmatriculate astfel: în iunie YR-DRA, iar În septembrie YR-DRI și YR-DRO. Aparatul DH 89 înmatriculat YR-DRA va fi accidentat în 29 aprilie 1937, avariile fiind atât de mari încât aparatul a fost casat. Aparatul reținut de SSA (YR-DNC) va reveni la LARES în iulie 1938.
Pentru Guvernul României ca proprietar cât și pentru conducerea companiei era evident faptul că erau necesare investiții în material volant. Vechile aparate Avia BH 25J și Junkers F 13 erau uzate tehnic și moral, ele fiind în exploatare din 1931. Pentru menținerea productivității companiei trebuiau achiziționate avioane noi care să corespundă standardelor anului 1937. Un prim pas în acest sens este făcut în aprilie 1937 când Guvernul României lansează o comandă pentru patru bimotoare de tipul Lockheed L-10 Electra.
Tot în 1937 Guvernul României a relizat că LARES avea un competitor serios pe liniile interne. Astfel compania SARTA care începuse să efectueze zboruri interne în 1935 era un competitor pe care LARES nu îl putea surclasa datorită faptului că acesta avea acționari ca Henri Potez, deținătorul companiei cu același nume.

## Reorganizarea
Datorită acestei competiții s-a luat hotărârea ca cele două companii să fuzioneze. Astfel anul 1937 a însemnat închiderea celor două companii aeriene și formarea unei companii mai mari și mai puternice capabilă să efectueze curse interne precum și curse externe, dotată cu avioane moderne și având toate șansele de reușită. Astfel reorganizarea celor două companii începe în primăvara anului 1937 și se sfârșește în 21 iulie 1937. Astfel a luat ființă noul LARES, denumirea completă fiind: Liniile Aeriene Române Exploatate cu Statul. Prin noua denumire se arăta prezența acționarilor privați în noua companie.

## Apogeul
Principalul obiectiv al LARES după reorganizare era o expansiune internațională rapidă, care să se sprijine pe o flotă modernă de aparate de zbor. Astfel că la momentul înființării LARES avea o flotă constituită din avioane monomotoare în care erau mai multe tipuri de aparate după cum urmează: Junkers F 13, Farman F.192, Potez 29 și ICAR Comercial. Dar în 1936 LARES începe un program de înnoire a flotei prin comenzi în afara țării. Astfel s-au comandat în Anglia la De Havilland trei bimotoare De Havilland DH 89 Dragon Rapide, în Germania la Junkers s-a comandat un trimotor Junkers Ju 52/3m, la care s-au adăugat cele cinci Potez 56 care erau la SARTA înainte de fuzionare. Tot pentru extinderea și înnoirea parcului de avioane LARES a comandat în luna mai 1937 în SUA la compania Lockheed încă trei aparate de tipul Lockheed L-10A Electra care urmau să fie folosite pentru zborurile internaționale care legau România de țările vecine. Cele patru Electra sosite în 21 iulie 1937 au primit următoarele înmatriculări: YR-LEC, YR-LED, YR-LEA, ultimul fiind YR-LEB. În septembrie au sosit via Olanda și două Douglas DC-3 G2-227 tot din SUA care au fost înmatriculate YR-PIF și YR-PAF. O lună mai târziu au sosit din Anglia trei De Havilland D.H.90 Dragonfly care au primit înmatriculările: YR-FLY, YR-FLO și YR-FLU. Cu aceste ultime achiziții LARES poseda una din cele mai moderne flote ale timpurilor.
Înainte de fuziune LARES opera două rute: una pe traseul București - Turnu Măgurele și una pe traseul București - Galați - Ismail - Cetatea Albă - Chișinău - Bălți. După fuziune la acestea au fost adăugate alte trei rute: București – Craiova – Timișoara – Arad respectiv București – Galați – Iași – Cernăuți ultima fiind București – Constanța – Balcic. Singura rută internațională operată de SARTA pe traseul București – Cluj – Piešťany – Praga a fost preluată și operată în contrapartidă cu CSA Czech Airlines cu o regularitate de trei zboruri pe săptămână. 
În 19 septembrie 1937 Guvernul României și Guvernul Italian au perfectat un acord aerian care permitea companiilor Ala Littoria și Avio Linee Italiana să opereze curse spre și dinspre România în contrapartidă cu LARES. Astfel că Ala Littoria deschide prima linie aeriană pe traseul Milano – Veneția – Zagreb – Belgrad – București. Această linie a fost deschisă în 4 Octombrie, având plecări din Milano în zilele de Luni, Miercuri și Vineri iar întoarcerea de la București în zilele de Marți, Joi și Sâmbătă, un zbor dura aproximativ 5 ore.
Tot în 1937 România va semna alte acorduri aeriene cu: Rusia 15 mai, Bulgaria 22 mai, Germania la 3 octombrie și Ungaria 17 decembrie. Un alt acord important era cel semnat cu Grecia care îi dădea dreptul companiei LARES de a survola teritoriul grec și de a deschide o rută pe traseul București - Salonic - Atena și Rhodos. Când acordul a fost semnat în iunie compania greacă HEES nu va opera pe acest segment internațional, acesta fiind operat de LARES și P.L.L. LOT. Totuși această linie aeriană va fi deschisă abia în 1939.

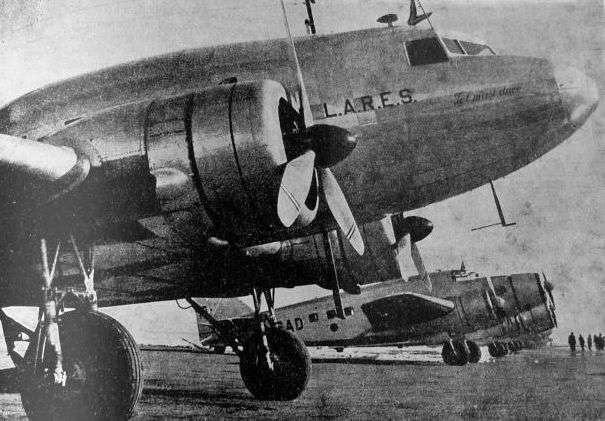
Avioane de tip Douglas DC 3 și Savoia Marchetti 83 din serviciul societății LARES

Rezultatele pe a doua jumătate a anului 1937 au arătat o creștere a numărului de pasageri și marfă. Sub supravegherea lui Andrei Popovici, LARES a transportat 5434 pasageri și 19 912 kg de marfă. S-au parcurs 732 061 km pe o rețea de o lungime de 6122 km. Totuși eficacitatea zborurilor a fost de 39% pentru pasageri și 35% pentru marfă. Totuși acestea se vor ameliora în viitor.
Noul contact cu Italia va avea și o altă latură, compania va intra în contact cu producătorii italieni de aeronave. Astfel în Septembrie 1938 LARES va comanda patru aparate Savoia-Marchetti S.M.83 înmatriculate: YR-SAC, YR-SAD, YR-SAE si YR-SAK. O nouă mărire a capacității de transport a fost făcută prin achiziționarea a trei Lockheed L-10A Electra care au fost înmatriculate în martie ca YR-LEG, YR-LEF iar în Mai YR-LEE. În toamna anului 1938 au fost comandate patru aparate Lockheed Model 14 Super Electra înmatriculate în Septembrie ca  YR-DNC, YR-LIB, YR-LID, YR-LIR și YR-LIS. Aceste aparate rapide erau comandate pentru a fi folosite pe rutele internaționale. 
Noile aparate comandate în Franta la uzinele Potez erau de tipul Potez 561 și erau destinate pentru rutele interne care se aflau într-o continuă creștere în numărul de pasageri și cantitatea de marfă. Acestea au fost înmatriculate: YR-AFF, YR-AFH, YR-AFG, YR-AFI și YR-AFJ. 
Au sosit și din Anglia ultimele De Havilland D.H.89 Dragon Rapide. Astfel la sfârșitul anului 1938 LARES avea în dotare nu mai puțin de 38 de avioane de linie moderne de nouă tipuri diferite. Cu o asemenea dotare flota LARES era una din cele mai moderne din Europa.

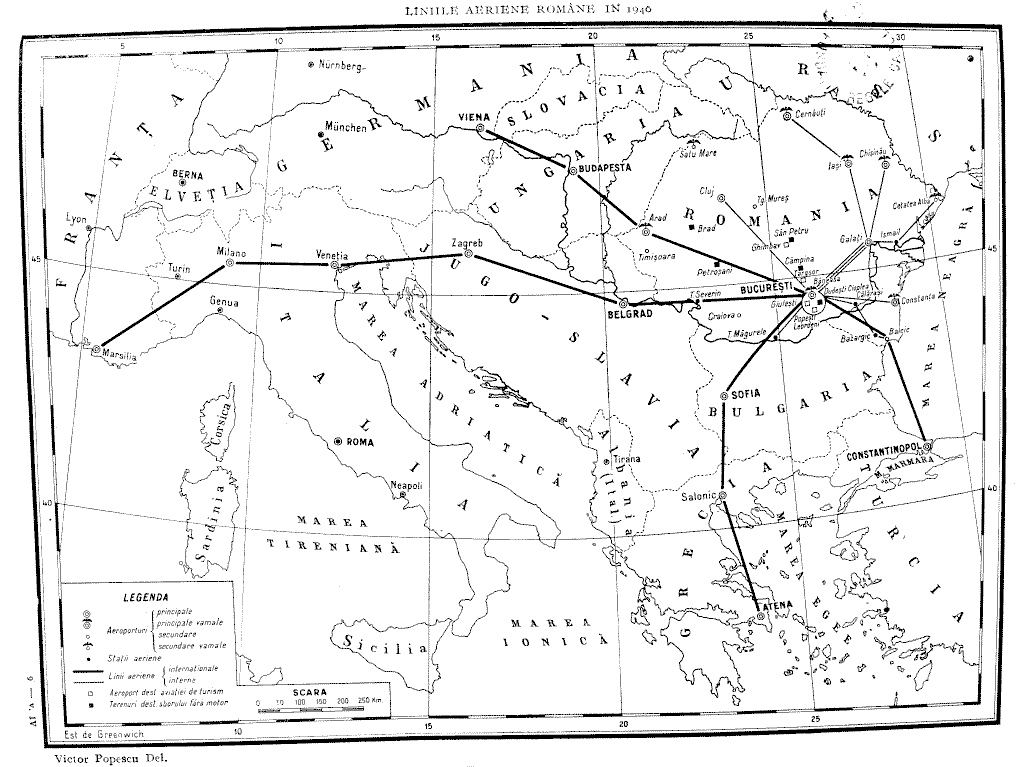
Liniile aeriene romane in 1940

Înzestrată cu o flotă numeroasă și cu noile  tratate aeriene semnate, LARES putea începe expansiunea internațională.
Una din cele mai interesante linii aeriene din Europa a fost deschisă la 28 martie când LARES împreună cu P.L.L. LOT au creat o legătură aeriană între Palestina și Polonia. Aceasta era pe traseul: Lydda – Rhodos – Atena – Salonic – Sofia – București – Cernăuți – Liov –Varșovia. Pe direcția București - Lydda și retur se zbura de trei ori pe săptămână, iar pe direcția București - Varșovia se zbura zilnic exceptând Duminica. Pentru aceste zboruri ambele companii foloseau aparate de tipul Lockheed L-10 Electra, care mai târziu au fost suplimentate cu aparate de tipul Savoia-Marchetti S.M.83.
Acordul aerian semnat cu Germania și cu Ungaria au dus la deschiderea în 1 mai 1938 a zborului nr.117 între București -Berlin. Aceasta era zburată pe traseul București - Budapesta - Viena - Berlin. Companiile care operau această rută în contrapartidă erau: LARES, Malert și DLH. La 25 Septembrie LARES și Malert au inaugurat zborul numărul 1370 pe traseul București - Arad - Budapesta care era operat de LARES cu avioane de tipul Douglas DC-3 și Lockheed L-10 Electra. La 1 mai a fost redeschis zborul LARES/CSA: București – Cluj – Piešťany – Praga operat de LARES cu aparate Lockheed L-10 Electra și care au fost suplimentate în Septembrie cu aparate de tipul Savoia-Marchetti S.M.83.
Pe 2 mai 1938 au fost redeschise zborurile interne folosind avioane de tipul Potez 561 și Lockheed L-10A Electra. Zborurile interne erau:
- zborul Nr.2111: București – Galați – Cernăuți
- zborul Nr.2112: Cetatea Albă – Cernăuți
- zborul Nr.2113: București – Arad

Iar în luna Iunie au fost deschise câteva zboruri de sezon:
- zborul Nr.2114: București – Călărași – Bazargic – Balcic
- zborul Nr.2115: București – Constanța
- zborul Nr.2116: Cernăuți – Iași – Galați – Constanța
- zborul Nr.2119: Cernăuți – Cluj – Arad

Aceste zboruri au fost închise odată cu sfârșitul sezonului estival la 15 septembrie. 
Principalul avion folosit pentru aceste zboruri era Potez 561 dar pe ruta București - Constanța zbura un Douglas DC-3 iar pe ruta Cernăuți - Cluj - Arad zbura un de Havilland DH.89 Dragon Rapide.
Într-un final LARES deschide prima cursă internă între două orașe din Transilvania pe traseul: Satu Mare și Târgu Mureș. Astfel rutele interne acopereau un total de 2.990 km, în timp ce lungimea totală a rutelor a crescut de la 6.122km în 1937 la 7.165km.
Creșterea înregistrată în 1937 a continuat și în 1938 astfel că la sfârșitul anului LARES a acumulat 1.170.793 km zburați, 12,072 pasageri transportați  și  50.406 kg de mărfuri. 
În 1939 zborul Nr.2119: Satu Mare - Târgu Mureș a fost rerutat și prelungit, astfel că la 1 Mai acesta era pe traseul București - Târgu Mureș, fiind modificat pentru a ajunge la traseul: București - Târgu Mureș - Cluj - Satu Mare. Zborurile numărul 2116 și  2119 erau efectuate de trei ore pe săptămână cu avioane de tipul Potez 561 și D.H..89 Dragon Rapid. 
Zborul numărul.117 a fost modificat pe traseul: București – Arad – Budapesta – Viena – Berlin care era operat împreună cu Malert și DLH. De asemenea zborul numărul 1370 spre Praga a fost modificat și prelungit pe traseul: București – Arad – Budapesta – Praga – Berlin  și se efectua zilnic exceptând Duminica, dar spre sfârșitul anului a fost redus la trei zboruri pe săptămână și era efectuat cu avioane Douglas DC-3, Malert opera  Junkers Ju 52/3m.
În 24 martie 1939 s-a reînnoit pentru un an tratatul aerian Româno-Polonez din 1937 astfel că LARES și P.L.L. LOT au putut să-și reia cursele precum și cursa directă București - Varșovia. De asemenea P.L.L. LOT își putea relua cursele spre Sofia și  Atena.
De asemenea spre Italia se utilizează două rute: București – Belgrad – Zagreb – Veneția – Milano – Torino zburată în contrapartidă cu Ala Littoria iar cea pe traseul [Aeroportul Internațional București Băneasa - Aurel Vlaicu|[București]] – Belgrad – Tirana – Roma cu Avio Linee Italiana.
Pe lângă zborurile existente LARES plănuia să se extindă și mai departe. Astfel că în Iunie 1939 au sosit la București reprezentanți ai companiei Imperial Airways Ltd, pentru a negocia un tratat aerian care să permită deschiderea unei linii aeriene pe relația București - Londra. Aceste discuții erau una din urmările acordului economic dintre România și Marea Britanie încheiat la 11 mai 1939. După întâlnirea de la București, România a primit material de război în valoare de 5,5 milioane de lire. Însă din păcate o linie aeriană între cele două țări nu a putut fi deschisă.
Anul 1939 aduce cu sine și unele probleme, astfel că una din cele mai vechi linii aeriene pe traseul: Paris – Strasbourg – Praga – Budapesta – Belgrad – București – Istanbul a fost întreruptă, deoarece Germania nu permitea survolul protectoratului Boemiei și Moraviei și nici aterizarea la Praga. O altă problemă o reprezenta faptul că acordul aerian între Franța și Iugoslavia nu fusese reînnoit astfel că nu se putea ateriza nici la Belgrad. Air France a încercat redeschiderea rutei prin ocolirea teritoriului fostei Cehoslovacii pe traseul: Paris - Strasbourg - München - Viena -  Budapesta - București. Din păcate această linie aeriană nu a putut fi deschisă înainte de începerea războiului.
LARES s-a orientat și spre est astfel că pentru a facilita un acord aerian între România și Rusia, Prințul Bibescu, președintele FAI întreprinde o vizită la Moscova ca reprezentant al FAI, dar face și lobby pentru încheierea acordului aerian. Acesta s-a deplasat cu un avion Potez 56 înmatriculat YR-FAI, având la comenzile avionului un pilot al LARES și anume pe Constantin Cantacuzino. Acest zbor era și unul de încercare în vederea deschiderii unei linii aeriene București - Moscova.
România și Turcia au încheiat un acord aerian la 3 iunie 1939, acesta permițând LARES să deschidă o linie aeriană între București și Istanbul. Acest zbor era efectuat trei zile pe săptămână, cu aparate de tipul Lockheed L-10 Electra.
Tot în 1939 LARES își mărește flota cu trei aparate Potez 561, înmatriculate YR-AFK, YR-AFL și YR-AFM. Acestea au fost ultimele aparate pe care LARES le-a achiziționat până la începerea războiului. Cu toate că România nu a fost implicată în război de la început, efectele acestuia au fost resimțite și de LARES.

## Flota

### 1930 - 1937
Cehoslovacia
- Avia BH-25J

 Franța
- Farman F 192
- Potez 29
- Potez 56

 Republica de la Weimar
- Junkers F 13
- Junkers Ju 52/3m

 România
- ICAR Comercial

 Regatul Unit
- de Havilland DH 89 Dragon Rapide

 Statele Unite ale Americii
- Lockheed L-10 Electra

### 1937 - 1946
Franța
- Potez 561
- Potez 62

 Germania
- Junkers F 13
- Junkers Ju 52/3m

 Italia 
- Savoia-Marchetti S.M.83

 România
- I.C.A.R.-Comercial

 Regatul Unit
- de Havilland DH 89 Dragon Rapide
- de Havilland DH 90 Dragonfly

 Statele Unite ale Americii
- Douglas DC-2
- Douglas DC-3
- Lockheed L-10 Electra
- Lockheed Model 14 Super Electra